# Leptataspis moultoni
Leptataspis moultoni är en insektsart som beskrevs av Victor Lallemand 1923. Leptataspis moultoni ingår i släktet Leptataspis och familjen spottstritar. Inga underarter finns listade i Catalogue of Life.